# 颱風浣熊 (2008年)
颱風浣熊（英語：Typhoon Neoguri，國際編號：0801，聯合颱風警報中心：02W，菲律賓大氣地球物理和天文服務管理局：Ambo）是2008年太平洋颱風季第1個被命名的熱帶氣旋，也是自1949年以來最早登陸华南地区的熱帶氣旋。「浣熊」一名由南韓提供，指的是這種動物，其生性靈巧，身體細小，呈灰啡色，面上有黑色斑紋，有粗的毛尾。香港學者姚德懷指將"Neoguri"翻譯成「浣熊」是錯誤，正確應是「貉」。
浣熊於4月13日在菲律宾棉蘭老島以東形成，進入南中国海後急劇增強，16日由日本氣象廳升格為颱風，18日強度達到其巔峰並轉向北移動，在海南東面海域近距離掠過（中國中央氣象台評估系统在當晚10時半在海南島文昌市龍樓鎮登陸 ，登陸時颱風中心附近最大風力11級，相當於每秒30米的風速）。浣熊登陸前迅速而顯著減弱，最終以強烈熱帶風暴的下限強度（每小時90公里）於19日下午2時15分登陸廣東省陽江市陽東縣東平鎮。

## 氣象歷史
浣熊於4月13日於菲律賓朗芒芽地之東形成，初時向西北偏西移動，橫過菲律賓，並於翌日增強為熱帶風暴。其後於4月16日上午增強為強烈熱帶風暴，轉向西北偏北移動，並於下午增強為颱風。
浣熊於4月18日橫過海南島以東海域，轉向北移動，強度稍為下降。當晚浣熊掠過海南島以東海域（中國中央氣象台認為浣熊在海南省文昌市的龍樓鎮登陸），並減弱為強烈熱帶風暴。
浣熊於4月19日下午在陽江附近登陸並減弱為一熱帶風暴（中國中央氣象台初步認為浣熊以熱帶低氣壓強度登陸，年報修訂為強烈熱帶風暴強度），轉向東北偏北移動。當晚浣熊轉向東北移動，移入廣東內陸，並繼續減弱，與浣熊相關的雨帶為華南地區帶來狂風大雨。翌日凌晨浣熊減弱為一個熱帶低氣壓，並於早上減弱為低壓區，由於浣熊在登陸減弱後，廣東省大部份大部份地區氣溫升了攝氏5度以上，所以有氣象局指浣熊其後在廣東內陸轉化為溫帶氣旋，而有關的暖鋒也橫過珠江三角洲，是自2004年強颱風南瑪都以來，相隔4年後首個熱帶氣旋於緯度不足30度的熱帶區域轉化為溫帶氣旋，而香港天文台則指浣熊在廣東內陸消散。

## 影響

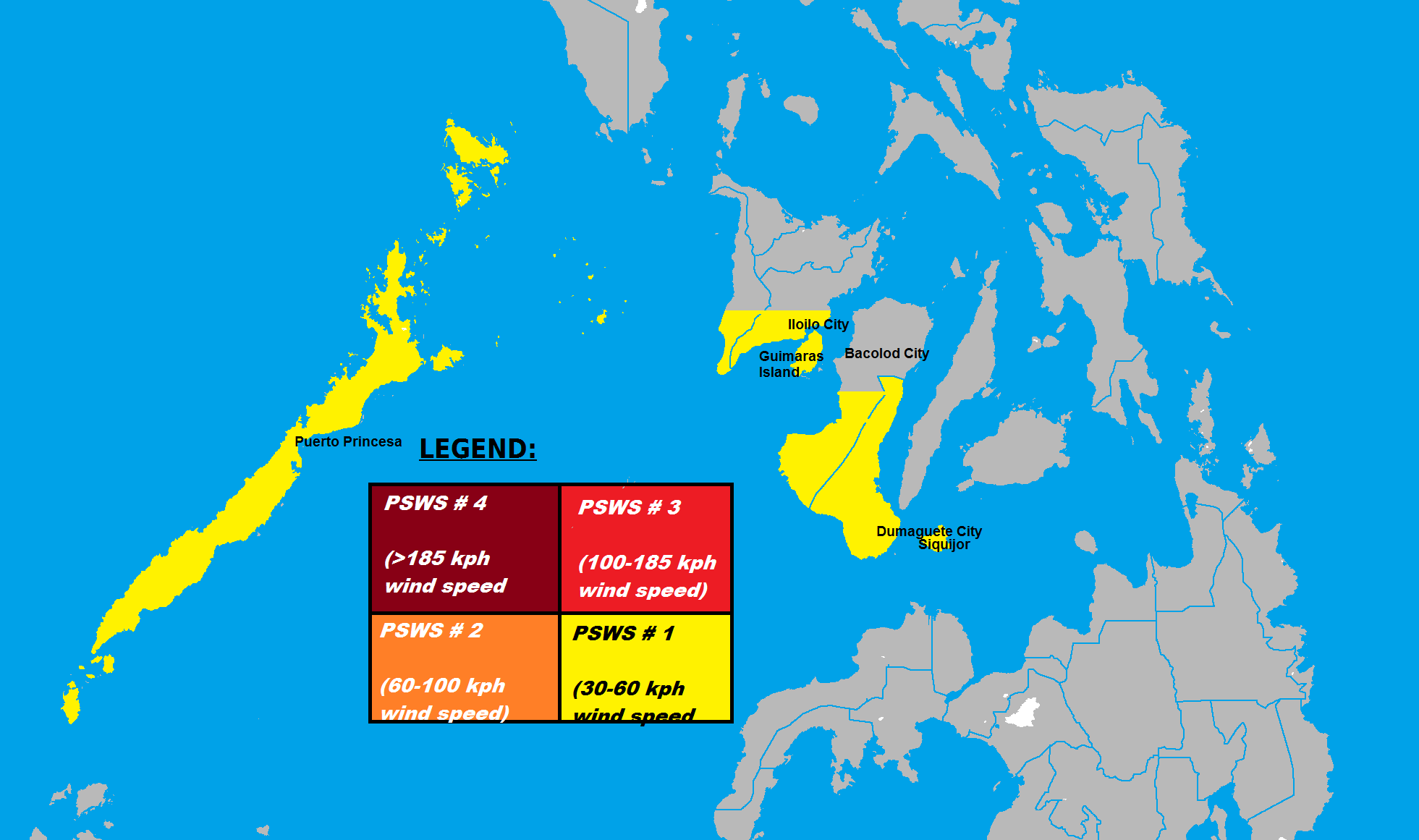
菲律賓大氣地球物理和天文服務管理局發出的風暴信號

### 中國大陸

#### 海南
浣熊於4月18日當地時間晚上10時半，在海南省文昌市的龍樓鎮登陸，中心附近最大風力有11級（但當時只有中國氣象局把浣熊降格為強烈熱帶風暴），浣熊打破1999年5月2日於廣東深圳大鵬半島登陸的颱風利奧的紀錄，成為中國自1949年以來最早登陸華南地區的熱帶氣旋。海南省採取防風措施，緊急轉移12萬人，有近22000艘船回港避風；瓊州海峽停航，海口美蘭國際機場昨晚9時半前停止飛機升降，有76班機受影響停飛，近3000人滯留。另外，3艘漁船在西沙北礁避風時失蹤，船上有56名漁民，南海救援中心派船前往搜救。

#### 廣東
浣熊於廣東省陽江市一帶登陸。受到浣熊的影響，至少有三艘漁船在西沙海域附近沉沒，40名漁民失蹤。廣東省受水浸及山泥傾瀉影響，有三人死亡。

### 香港
當地發出之最高熱帶氣旋警告信號： 三號強風信號
香港天文台於4月17日下午4時15分發出一號戒備信號，當時浣熊集結於香港之西南偏南約730公里。這是香港2008年首次發出熱帶氣旋警告信號，亦是自1999年以來，首次於4月發出一號信號。在東北季候風及浣熊的共同影響下，當日入夜後風勢逐漸增強，翌日離岸及高地吹強風，氣溫亦下降。隨著颱風浣熊逼近，香港天文台4月18日下午8時40分發出三號強風信號，當時浣熊集結於香港之西南約450公里。這是二次大戰以來最早的三號信號。
浣熊在4月19日凌晨減弱為強烈熱帶風暴，香港天文台預料浣熊會進一步減弱。按照香港天文台預測途徑，浣熊將會繼續接近香港。香港當日大部分時間會吹強風。三號強風信號亦會在當天全日維持生效。下午浣熊在陽江附近登陸並減弱為一個熱帶風暴，香港天文台因此表示發出八號烈風或暴風信號的機會相對降低，不過西部地區仍受烈風影響。當日下午香港普遍吹東南強風，離岸及高地吹烈風。維多利亞港內亦普遍吹強風，啟德、中環碼頭及九龍天星碼頭錄得的最高一小時平均風速分別為每小時45、43及41公里。港外方面，橫欄島及長洲錄得的最高持續風速皆為每小時84公里。而高地的昂坪更達到颶風程度，錄得的最高持續風速為每小時144公里。
在浣熊相關雨帶影響下，香港天文台於4月19日下午1時半發出雷暴警告，並於下午4時40分發出黃色暴雨警告信號。由於雨勢迅速增強，天文台在下午5時10分發出紅色暴雨警告信號，再在晚上7時15分發出黑色暴雨警告信號。與浣熊相關的強雷雨帶於下午至黃昏為華南地區帶來頻密狂風大驟雨，為香港大部分地區帶來超過100毫米雨量，天文台更首次於4月份錄得逾200毫米的單日雨量（237.4毫米）。在大雨影響下，天文台分別於下午6時54分及下午7時10分發出新界北部水浸特別報告及山泥傾瀉警告。在三號強風信號下，西區摩星嶺道50號對開有大樹倒塌，無人受傷。浣熊相關強烈雨帶掠過後，香港境內豪雨程度急劇減弱，天文台在晚上9時半直接取消所有暴雨警告信號，是繼2001年9月1日至2日豪雨以來，首次直接取消黑雨信號。
由於天氣惡劣關係，多個貨櫃碼頭陸續暫停吉櫃交收服務。另外，兩班分別由台灣及上海前往澳門的客機及貨機，要轉飛往香港，原定在中午由上海浦東來港的中國東方航空公司MU505班機要轉飛廈門。機管局表示，至4月19日下午5時，約9班航機取消，另有102班航機受到延誤。此外，因應颱風浣熊帶來的狂風暴雨，香港賽馬會當日宣佈，取消4月20日在跑馬地馬場的賽事，並於同年5月14日補賽。浣熊於4月19日晚上8時最接近香港，在香港之西北偏西約150公里掠過；而香港天文台總部於當日下午6時正錄得的最低氣壓為1003.9百帕斯卡。由於浣熊減弱為一個低壓區，香港天文台於4月20日凌晨1時半直接取消所有熱帶氣旋警告信號。帶暖性的鋒面曾一度令香港帶來強勁的偏南氣流和較溫暖空氣，令香港氣溫由攝氏21度急升至攝氏25度。
浣熊影響香港期間，香港有157宗水浸、13宗山泥傾瀉及70宗塌樹報告。紅磡有天台屋鋅鐵屋頂被吹起，而土瓜灣亦有外牆石屎簷蓬墮下，事件中無人受傷。香港國際機場有超過200航班延誤，約30航班取消及66航班轉飛其它機場。 
浣熊吹襲期間，天文台測風網絡8個指定自動氣象站有5個錄得強風，當中2個更錄得烈風，代表三號信號達標。浣熊帶來的風力比起往後部分風力偏弱的八號信號熱帶氣旋更強，亦是天文台自2007年起採用測風網絡後第一個導致澳門氣象局懸掛八號風球但香港只發出三號或以下信號的熱帶氣旋。風暴期間，長洲、機場及啟德錄得最高10分鐘平均風速為每小時84、68及50公里，而西貢和青衣錄得之最高10分鐘平均風速為每小時47公里。

#### 創下紀錄
颱風浣熊襲港，創下多個紀錄，包括：
- 41年來第二早發出（懸掛）一號戒備信號。
- 二次大戰後最早發出三號強風信號，打破1999年颱風利奧的紀錄[15]。
- 歷來最早發出黑色暴雨警告信號[16]，但紀錄已於2014年3月30日豪雨期間被打破。
- 打破4月單日雨量紀錄，比舊紀錄（1966年4月4日，190.2毫米）多出47.2毫米。

### 澳門
- 當地懸掛之最高熱帶氣旋信號： 八號東南風球
- 最接近當地時間：2008年4月19日晚上7時
- 最接近當地位置：澳門氣象局總部之西北偏西約100公里

地球物理暨氣象局於4月17日下午4時15分懸掛一號風球，是澳門2008年首個熱帶氣旋警告，也是自1968年有記錄以來最早的一次。浣熊當時集結於澳門西南偏南約700公里。隨後浣熊大致以時速約為13公里的速度向北或西北偏北方向移動，大致趨向海南島東岸，因應位於中國大陸之一反氣旋與浣熊之間的相互作用，澳門風力有所加強，氣象局於4月18日晚上8時45分懸掛三號風球，浣熊當時集結於澳門之西南偏南約400公里。在4月19日早上7時，浣熊位於澳門西南約 290公里，氣象局話按現時颱風移動路徑，本澳改掛更高風球機會不大。三小時後，浣熊位於澳門西南約 250公里，氣象局表示，受浣熊影響，本澳風力逐漸增強，正密切留意浣熊的移動途徑，不排除會改懸更高風球的可能性。最終在中午12時，氣象局表示由於浣熊逐漸逼近本澳，而且風勢亦增強，因而宣佈將於下午1時半懸掛八號東南風球，在下午1時浣熊集結於澳門西南偏西約200公里。是次為澳門開埠以來最早懸掛的八號風球，下午澳門風勢進一步加強，普遍吹南至東南烈風，友誼大橋及大潭山一分鐘平均風力最高錄得83.2及80.3km/h。浣熊在當晚7時正面吹襲並最接近澳門，在氣象局總部之西北偏西約100公里掠過。隨著浣熊遠離及減弱，氣象局於晚上7時半改掛三號風球。隨後澳門風力完全緩和，氣象局於4月20日凌晨4時正除下所有熱帶氣旋警告。

#### 創下紀錄
颱風浣熊襲澳，創下多個紀錄，包括：
- 41年來第二早發出（懸掛）一號風球。
- 澳門開埠以來最早懸掛的三號風球。
- 澳門開埠以來最早懸掛的八號風球。
- 4月份氣象局總部首次一小時平均風力錄得烈風。

#### 電話網絡中斷
在氣象局宣佈懸掛八號風球後，澳門部分流動及固網電話通訊於下午1時起出現「大塞車」情況，使澳門部份居民未能撥打電話，澳門電訊隨即啟動緊急應變措施，希望盡快紓緩激增需求。在一小時後，電話服務逐漸恢復正常。其後，澳門電訊及和記電話（澳門）均稱，由於當時大批居民同時使用電話，因此造成電話通訊「大塞車」情況。是次電話通訊「大塞車」在澳門北區影響情況較大。

#### 雨量
| 氣象站         | 信號懸掛期間總雨量(毫米) |
| -------------- | ------------------------ |
| 大潭山         | 114.6                    |
| 嘉樂庇總督大橋 |                          |
| 友誼大橋(北)   |                          |
| 友誼大橋(南)   |                          |
| 大砲台山       | 114.4                    |
| 孫逸仙紀念公園 | 121.6                    |
| 九澳           | 104.0                    |
| 污水處理廠     | 98.2                     |
| 西灣大橋       |                          |

## 熱帶氣旋警告使用紀錄

### 香港
| 香港天文台 熱帶氣旋警告信號 | 香港天文台 熱帶氣旋警告信號 | 香港天文台 熱帶氣旋警告信號 |
| --------------------------- | --------------------------- | --------------------------- |
| 上一熱帶氣旋                | 一號戒備信號                | 下一熱帶氣旋                |
| 熱帶風暴范斯高              | 一號戒備信號                | 強颱風風神                  |
| 強烈熱帶風暴帕布            | 三號強風信號                | 強颱風風神                  |

### 澳門
| 地球物理暨氣象局 熱帶氣旋信號 | 地球物理暨氣象局 熱帶氣旋信號 | 地球物理暨氣象局 熱帶氣旋信號 |
| ----------------------------- | ----------------------------- | ----------------------------- |
| 上一熱帶氣旋                  | 一號風球                      | 下一熱帶氣旋                  |
| 熱帶風暴范斯高                | 一號風球                      | 颱風風神                      |
| 強烈熱帶風暴帕布              | 三號風球                      | 颱風風神                      |
| 颱風派比安                    | 八號東南風球                  | 強烈熱帶風暴北冕              |
| 颱風派比安                    | 八號風球                      | 強烈熱帶風暴北冕              |

## 外部連結
- （日語）http://www.jma.go.jp/jma/index.html （页面存档备份，存于） 日本氣象廳首頁
- （繁體中文）http://www.cwb.gov.tw （页面存档备份，存于） 中央氣象局首頁
- （英文）http://www.pagasa.dost.gov.ph/ （页面存档备份，存于） 菲律賓大氣地球物理和天文管理局首頁
- （中文）http://www.hko.gov.hk （页面存档备份，存于） 香港天文台首頁
- （中文）http://www.smg.gov.mo （页面存档备份，存于） 澳門地球物理暨氣象局首頁